# Heteropoda straminea
Heteropoda straminea là một loài nhện trong họ Sparassidae.
Loài này thuộc chi Heteropoda. Heteropoda straminea được miêu tả năm 1999 bởi Kundu, Biswamoy Biswas & Dinendra Raychaudhuri.